# Agriades namangan
Agriades namangan är en fjärilsart. Agriades namangan ingår i släktet Agriades och familjen juvelvingar. Inga underarter finns listade i Catalogue of Life.